# For a Good Time, Call...
For a Good Time, Call... (bra: Para Se Divertir, Ligue...) é um filme de comédia estadunidense de 2012 dirigido por Jamie Travis. É estrelado por Ari Graynor, Lauren Miller Rogen, Justin Long, Sugar Lyn Beard, Mimi Rogers, Nia Vardalos, Mark Webber e James Wolk. O filme estreou no Festival Sundance de Cinema em janeiro de 2012, onde garantiu um contrato de distribuição mundial com a Focus Features. Foi lançado nos cinemas nos Estados Unidos em 31 de agosto de 2012.

## Sinopse
Depois que Lauren é abandonada por seu namorado, ela não pode pagar uma casa própria. Seu amigo Jesse conta a ela sobre um lindo apartamento perto de Gramercy Park, sem incluir o fato de que sua amiga Katie mora lá. As mulheres tiveram uma experiência ruim juntas na faculdade. Apesar de seu claro desdém um pelo outro, eles vão morar juntos por falta de opções melhores.
Uma noite, Lauren ouve barulhos estranhos no quarto de Katie. Acreditando que está sendo atacada, ela abre a porta para ver que Katie está dizendo coisas sexualmente explícitas ao telefone. Katie explica que trabalha como operadora de telessexo, já que escrever não lhe dá dinheiro suficiente para morar em Nova Iorque. Lauren fica enojada, mas dá algumas sugestões de como ganhar mais dinheiro.
Várias semanas se passam e Lauren perde seu emprego editorial quando seu chefe se aposenta. Incentivando Katie a conseguir um telefone fixo, 1-900-mmmhmmm, Lauren se torna sua gerente de negócios à medida que abrem negócios por conta própria, o que é muito mais lucrativo. Em poucas semanas, eles ganham US$ 12 mil, dos quais Lauren recebe1⁄3, que aumenta quando ela mesma se torna operadora de telefonia. No processo, eles se tornam amigos íntimos.
Ao longo do filme, Katie fala com um cliente recorrente chamado Sean e as ligações tornam-se menos sobre sexo por telefone e mais sobre como nos conhecermos. Eles concordam em se encontrar, mas acompanhados por Lauren e Jesse, que estão preocupados que ele possa ser um estuprador. No entanto, eles descobrem que são muito adequados e começam um relacionamento. Isso deixa Katie angustiada, pois é revelado que ela é virgem e vem mentindo há muitos anos para encobrir suas inseguranças.
Lauren consegue uma entrevista em uma editora de prestígio que a rejeitou anteriormente, e Katie a convence a fazer a entrevista para dispensá-los. Ela diz a eles que tem administrado uma linha de sexo por telefone durante todo o verão, e eles lhe oferecem o emprego porque acham que ela tem experiência em negócios. Preocupada com as perspectivas de longo prazo, Lauren aceita o trabalho, o que irrita Katie a ponto de ela revelar seu negócio aos pais conservadores de Lauren. Lauren sai e eles param de falar.
O ex-namorado de Lauren, Charlie, retorna da Itália e declara que cometeu um erro ao terminar com ela. Ele revela que teve um caso de amor apaixonado com uma mulher italiana ardente, mas se quiser ter sucesso em seu negócio, ele precisa de alguém chato, previsível e simples - os mesmos motivos pelos quais ele a largou. Ela se defende e deixa Charlie para sempre. Enquanto isso, Katie e Sean decidem fazer sexo e, para acalmar os nervos, conversam ao telefone deitados lado a lado na cama. Quando terminam, Katie fica triste por não poder compartilhar essa notícia com Lauren, a quem ela ama. Sean a incentiva a ligar para ela, e eles declaram que 'pensam' que se amam.
Lauren e Katie ligam uma para a outra ao mesmo tempo, engajados em uma conversa telefônica cheia de insinuações não intencionais antes de se encontrarem na rua e se abraçarem.

## Elenco
- Ari Graynor como Katie Steele
- Lauren Miller Rogen como Lauren Powell
- Justin Long como Jesse
- Sugar Lyn Beard como Krissy
- Mimi Rogers como Adele Powell
- Don McManus como Scott Powell
- Nia Vardalos como Rachel Rodman
- Mark Webber como Sean
- James Wolk como Charlie
- Seth Rogen como Capitão Jerry
- Kevin Smith como Taxista
- Martha MacIsaac como Interno
- Ken Marino como Harold

## Produção
Lauren Miller Rogen e Katie Anne Naylon basearam o roteiro em suas experiências da vida real como colegas de faculdade.
O papel de Katie foi escrito especificamente para Ari Graynor. Miller usou sua atuação em Nick and Norah's Infinite Playlist como inspiração para escrever o personagem e escreveu a Graynor uma carta pedindo que ela se envolvesse na produção. A carta fez Graynor chorar. “Eu recebi esta carta onde eles falaram sobre quais fãs eles eram do meu trabalho e como eles se sentiam como se eu fosse uma das únicas pessoas por aí que poderia ser sexy e vulnerável e engraçada ao mesmo tempo”, afirmou ela.
As filmagens principais aconteceram durante 16 dias em Los Angeles e Nova Iorque com um orçamento de US$ 1,3 milhão. Miller e Naylon conseguiram financiamento para o filme de forma independente. A Focus Features comprou o filme no Festival Sundance de Cinema de 2012 por US$ 2 milhões. James Schamus, executivo-chefe da Focus, citou o apelo “emocionalmente generoso” do filme e o potencial boca a boca como as principais razões para a aquisição.

## Recepção
For a Good Time, Call... recebeu críticas geralmente mistas. Atualmente, tem uma classificação de “podre” de 55% no Rotten Tomatoes. “Rápido, engraçado e docemente atrevido, For a Good Time, Call... adiciona à recente série de comédias femininas censuradas enquanto serve como uma festa de debutante para o charmoso Ari Graynor”, diz o consenso. A Entertainment Weekly afirmou: “É o filme de Ari Graynor - ela é como Kate Hudson possuída pelo espírito de Bette Midler. E muito melhor por isso.”

## Mídia doméstica
For a Good Time, Call... foi lançado em DVD e Blu-ray em 22 de janeiro de 2013. O DVD apresenta um comentário em áudio do diretor Jamie Travis, da escritora Katie Anne Naylon e das estrelas / produtores Miller e Graynor, cinco cenas excluídas e um recurso “olhe por dentro”.

## Trilha sonora
A trilha sonora do filme foi lançada pela Lakeshore Records em 28 de agosto de 2012.
1. "Back and Forth" – Operator Please
2. "I Promise" – Generationals
3. "Come Alive" – Hanni El Khatib
4. "Stick Together" – Mack Winston & The Reflections
5. "Side Saddle" – People Get Ready
6. "Black Water" – The Dig
7. "By Your Hand" – Los Campesinos!
8. "He Knew" – Chalk & Numbers
9. "Operator" – Mary Wells
10. "Flowers Bloom" – High Highs
11. "Come Come" – Hot as Sun
12. "Black Water" – Timber Timbre